# 第17回日本レコード大賞
第17回日本レコード大賞は、1975年（昭和50年）12月31日に帝国劇場で行われた、17回目の『日本レコード大賞』である。
なお同年11月9日にはノミネート歌手を発表する『'75日本レコード大賞は誰に? 第一次審査発表』を開催、『サンデースペシャル』で放送した。

## 概要
第17回の大賞は、布施明の「シクラメンのかほり」に決定した。布施明は初の受賞。なお、大賞の発表は押阪忍（「ベルトクイズQ&Q」の司会者）が務めた。
最優秀歌唱賞は五木ひろし。前年第16回に続いて2年連続の受賞。
この年から1977年（第19回）までは「大賞候補ベストテン」と称する10作品の中から、歌唱賞（5作品）が選出され、さらにその中から大賞と最優秀歌唱賞が決定された。これが1978年（第20回）以降の「金賞」の前身となった。
この年の大賞候補ベストテン10作品は、布施明の「シクラメンのかほり」（大賞）、五木ひろしの「千曲川」（最優秀歌唱賞）、野口五郎の「私鉄沿線」（歌唱賞）、南沙織の「人恋しくて」（歌唱賞）、小柳ルミ子の「花車」（歌唱賞）、森進一の「あゝ人恋し」、内山田洋とクール・ファイブの「中の島ブルース」、西城秀樹の「この愛のときめき」、沢田研二の「時の過ぎゆくままに」、八代亜紀の「ともしび」である。
最優秀新人賞は細川たかしの「心のこり」と岩崎宏美の「ロマンス」との激戦となり、細川の「心のこり」が受賞した。
視聴率は2.7P下落の43.0%。また、この年からは近畿地区でのテレビ中継のネット局が朝日放送から毎日放送に変更された。
当時人気絶頂の新御三家（野口五郎、西城秀樹、郷ひろみ）のうち、郷ひろみだけがいかなる賞にも漏れた。大晦日の放送では小川アナウンサーがわざわざ郷に「今どんな心境か」とインタビューする場面もあった。郷は翌年大衆賞を受賞し、新御三家3人そろってのエントリーを果たす。

## 司会
- 高橋圭三 - 7度目の司会。
- 森光子 - 4度目の司会。
- 小川哲哉 - 2度目の司会。レポーターを含めると5度目の担当。

## 受賞作品・受賞者一覧

### 日本レコード大賞
- 「シクラメンのかほり」
  - 歌手:布施明
  - 作詞:小椋佳
  - 作曲:小椋佳
  - 編曲:萩田光雄

### 最優秀歌唱賞
- 「千曲川」
  - 歌手:五木ひろし - 2年連続2度目

### 最優秀新人賞
- 細川たかし（曲:「心のこり」）

### 歌唱賞
- 「私鉄沿線」
  - 歌手:野口五郎
- 「人恋しくて」
  - 歌手:南沙織
- 「花車」
  - 歌手:小柳ルミ子 - 3年ぶり2度目。

### 大衆賞
- 「十七の夏」他、一連のヒット曲
  - 歌手:桜田淳子

### 新人賞
- 岩崎宏美（曲:「ロマンス」）
- 小川順子（曲:「夜の訪問者」）
- 片平なぎさ（曲:「美しい契り」）
- 太田裕美（曲:「雨だれ」）

### 作曲賞
- 「下宿屋」（歌:森田公一とトップギャラン）
  - 作曲:森田公一

### 編曲賞
- 「空飛ぶ鯨」（歌:ちゃんちゃこ）
  - 編曲:萩田光雄

### 作詩賞
- 「乳母車」（歌:菅原洋一）
  - 作詩:阿久悠 - 2年ぶり2度目。大賞を合わせると3度目。

### 特別賞
- 島倉千代子 - 7年ぶり2度目。
- フランク永井
- 田端義夫
- 石原裕次郎 - 8年ぶり2度目。

### 企画賞
- 「港のヨーコ・ヨコハマ・ヨコスカ」
  - 東芝EMI(株) - 5年ぶり5度目。
- 「ムソルグスキー/展覧会の絵」
  - 冨田勲
  - RVC(株)

### 中山晋平賞 西条八十賞
- 小椋佳

## TV中継スタッフ
- 運営プロデューサー：野中杉二、砂田実、政田一喜、大友和夫
- 構成：松原史明
- 音楽：長洲忠彦
- 指揮：長洲忠彦
- 演奏：宮間利之とニューバード、ベストアンサンブル
- コーラス：APPLE、日本合唱協会
- 技術スタッフ
  - 技術：佐藤一郎
  - TD：市川英夫、石川勝朗
  - 映像：大野健三、安藤健治
  - カラー調整：関口昭洋、浅利敏夫
  - 音声：椎木洋次、堀口隆司
  - 照明：橋本英一、池江慎一
  - 音響効果：佐藤秀山
- 美術制作：和田一郎、河瀬洋男
- 美術デザイン：三原康博、竹内誠二
- 中継担当：桂邦彦
- プロデューサー：中村寿雄、吉田恭爾
- 演出：梅沢汎
- 製作著作：TBS
- 主催：社団法人 日本作曲家協会、日本レコード大賞制定委員会、日本レコード大賞実行委員会

## その他
- 先述の通り11月9日にはノミネートの模様を『サンデースペシャル』で放送したが、この後同枠では、12月21日に『日本レコード大賞17年の泣き笑い 黒い花びらから襟裳岬まで』、12月28日に『輝く日本レコード大賞前夜祭』と、2週連続して『レコ大』関連番組が放送された。